# Platambus sogdianus
Platambus sogdianus är en skalbaggsart som först beskrevs av Jakovlev 1897.  Platambus sogdianus ingår i släktet Platambus och familjen dykare. Inga underarter finns listade i Catalogue of Life.